# 유백 (후한)
유백(劉伯, ? ~ ?)은 후한 중기의 황족이자 관료로, 자는 봉선(奉先)이며 남양군 사람이다.

## 생애
독우를 지내 예장군을 감찰하게 되었는데, 태수 우적이 수레를 타지 못하게 하였다. 유백은 칼을 뽑고 우적을 구타하였고, 우적은 두려워하여 수레를 보냈다. 유백은 이를 상서(尙書)에 보고하였다.
관직이 종정에 이르렀다.

## 출전
- 저자 미상, 《한위선현행장》(漢魏先賢行狀) [이방, 《태평어람》 권253에 인용]
- 도홍경, 《진고》(眞誥) 권15

| 전임 (불명) | 후한의 종정 (환제 시기? 영제 시기?) | 후임 (불명) |